# One Little Independent Records
One Little Independent Records (bis 2020 One Little Indian Records) ist ein Independent-Label, das 1985 von Derek und Sue Birkett und Tim Kelly in London, Großbritannien gegründet wurde.

## Geschichte
Derek Birkett und Tim Kelly spielten Anfang der 1980er Jahre in der Punkband Flux of Pink Indians. Ihre erste EP wurde noch bei Crass Records veröffentlicht, für zukünftige Releases gründeten die Bandmitglieder 1981 das Label Spiderleg Records. Dort erschienen zahlreiche eigene Tonträger, aber auch anderer Punkbands wie Subhumans und Amebix. 1985 wurde One Little Indian Records gegründet.
Erste Verkaufserfolge hatte One Little Indian ab 1987 mit Björks damaliger Band The Sugarcubes, außerdem mit The Shamen, Skunk Anansie, Kitchens of Distinction, Chumbawamba und anderen. Der große Erfolg kam dann mit Björks Soloplatten.
Als die englische Plattenfirma Rough Trade Records in finanzielle Schieflage geriet, kaufte Derek Birkett ihre Master-Bänder.
2020 wurde der Name des Labels zu One Little Independent Records geändert. In einer offiziellen Verlautbarung wurde der Namenswechsel damit begründet, dass der Name und das alte Logo Stereotype über die indigenen Bewohner Nordamerikas widerspiegeln würden.

## Künstler (Auswahl)
- Poppy Ackroyd
- Alabama 3
- Baz
- Benjamin Zephaniah
- Björk
- Black Box Recorder
- Chumbawamba
- Cody ChesnuTT
- Daisy Chainsaw
- Deadman
- Emilíana Torrini
- Eskimos and Egypt
- Fluke
- Flux of Pink Indians
- Kitchens of Distinction
- No-Man
- QueenAdreena
- Rose Kemp
- The Shamen
- Sinéad O’Connor
- Skunk Anansie
- Sneaker Pimps
- The Sugarcubes
- The Heartthrobs